# Lago A. Gallardo
Lago A. Gallardo är en sjö i Argentina.   Den ligger i provinsen Neuquén, i den sydvästra delen av landet, 1 400 km sydväst om huvudstaden Buenos Aires. Lago A. Gallardo ligger 801 meter över havet. Arean är 7,2 kvadratkilometer. Den sträcker sig 6,4 kilometer i nord-sydlig riktning, och 4,6 kilometer i öst-västlig riktning.
Trakten runt Lago A. Gallardo består i huvudsak av gräsmarker. Runt Lago A. Gallardo är det mycket glesbefolkat, med 3 invånare per kvadratkilometer.